# Utrecht City Project
Het Utrecht Centrum Project (UCP), voorheen Utrecht City Projekt, is een stedenbouwkundig project uit de jaren 90 dat als doel had de binnenstad van Utrecht gebruiksvriendelijker, overzichtelijker en veiliger te maken. Het plan in zijn oorspronkelijke vorm heeft nooit doorgang gevonden, maar veel elementen ervan zijn terug te vinden in de later gestarte Aanpak Stationsgebied.

## Oorsprong
Halverwege de jaren tachtig kwam de Utrechtse gemeenteraad tot de conclusie dat het stationsgebied zoals het in de jaren zestig en zeventig was gebouwd minder geslaagd en minder rendabel was dan men van tevoren had berekend. In 1987 gaf de gemeente opdracht tot het creëren van een ideeënschets over mogelijke vernieuwingen binnen het gebied dat onder Plan Hoog Catharijne viel. In diezelfde periode werd er vanuit het Binnenhof de Vierde nota over de ruimtelijke ordening gelanceerd, waarin werd gepleit voor het aangaan van samenwerkingsverbanden tussen burgers, bedrijven en de overheid bij het vormgeven van ruimte. De gemeente begon daarop met het ontwikkelen van de zogenaamde PPS-plannen (publiek-private samenwerking). De projectgroep die zich bezighield met de eerder genoemde ideeënschets ging vanaf dat moment verder als het PPS-plan Utrecht City Projekt, geheel volgens de moderne spelling met een ‘k’ geschreven.
De groep werd gevormd door afgevaardigden van de Nederlandse Spoorwegen, de Koninklijke Nederlandse Jaarbeurs, het Algemeen Burgerlijk Pensioenfonds en de gemeente Utrecht, die allen een grote economische invloed hadden op het gebied. Zij hadden als taak om voor de ‘City’, die tot dan toe gekenmerkt werd door een tekort aan samenhang en sociale veiligheid, nieuwe plannen te ontwerpen voor stedelijke vernieuwing, waardoor het stadshart weer aantrekkelijk werd voor de bewoners van de Domstad.

## Het project

### Eerste aanzet

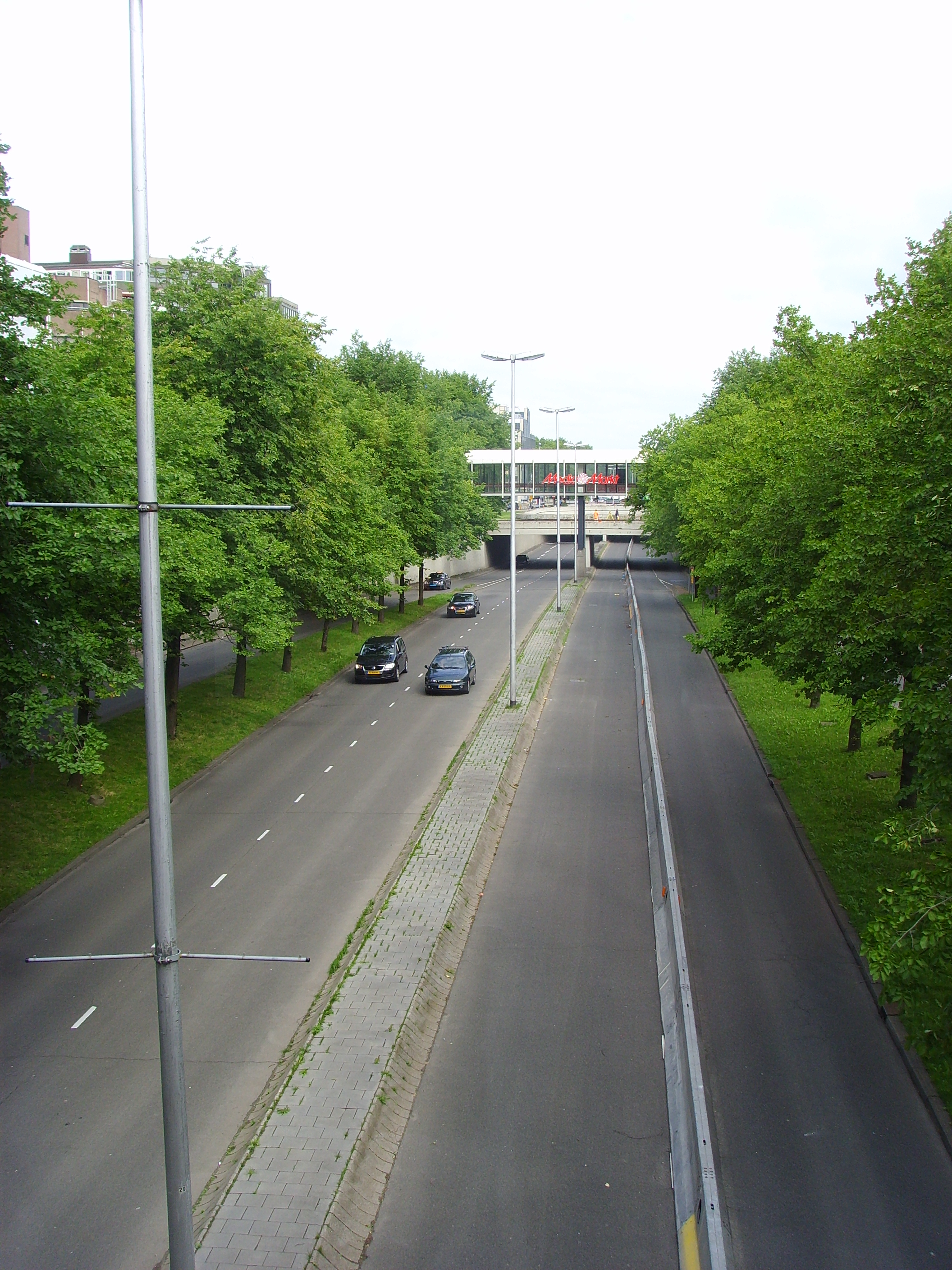
De oude Catharijnesingel was in de jaren 70 gedempt om plaats te maken voor de vierstrooks Catharijnebaan

In 1989 verscheen de eerste nota van het Utrecht City Projekt, waarin oude problemen en nieuwe mogelijke oplossingen aan bod kwamen. Het UCP onderscheidde zes belangrijke knelpunten (uit: Het Utrecht-City Projekt: perspektieven voor de toekomst, 1989):
- De begane grond heeft weinig waarde als stedelijke ruimte, doordat het gemotoriseerde verkeer (particulier én openbaar) domineert
- Er is te weinig aandacht geweest voor de verbindende (met name oost-west-)schakels aan de randen van het winkel- en stationsgebied,
- De afstanden tussen de verbindingen die de spoorbaan kruisen zijn te groot.
- Door monofunctionaliteit in deelgebieden zijn ruimten ontstaan die buiten de piekuren met name vrouwen een onveilig gevoel kunnen geven en aanleiding geven het gebied te mijden.
- Door het naar binnen gerichte karakter van het winkelcentrum is er onvoldoende aandacht geweest voor het uiterlijk van de gebouwen, hetgeen ook tot uitdrukking komt in de architectuur.
- Door het interne karakter van de openbare overdekte winkelgebieden en van het station ontstaan oriëntatie- en beheersproblemen.

Er werd geconcludeerd dat kleine aanpassingen aan het huidige systeem niet afdoende zijn om de problematiek op te lossen, en dat men over diende te gaan op drastischere maatregelen, en een volledige renovatie van het stationsgebied. Wel werd daarbij aangetekend dat economisch rendabele onderdelen van het bestel, zoals Hoog Catharijne, (deels) behouden kon blijven.
Tegenover het overzicht van knelpunten stonden in het rapport een aantal doelstellingen, gebaseerd op de hiervoor vermelde problemen.
- Vergroten van de menging van functies binnen het gebied.
- Verbeteren van oriëntatiemogelijkheden, samenhang en de overzichtelijkheid voor wat betreft de entrees en openbare routes in het plangebied.
- Verbeteren van de bereikbaarheid van de belangrijke openbare voorzieningen binnen het plangebied.
- De pleinen in het plangebied dienen een duidelijker functie te krijgen als stadspleinen.
- Vergroten van de omgevingskwaliteit.
- Het station dient een duidelijke en herkenbare plaats in het plangebied in te nemen.
- Er dient een kleinschalige binnenstadssfeer te worden gecreëerd om de aantrekkelijkheid van het centrum te vergroten.
- Vergroten van de mogelijkheden voor sociale controle.

### Compacte stad-beleid

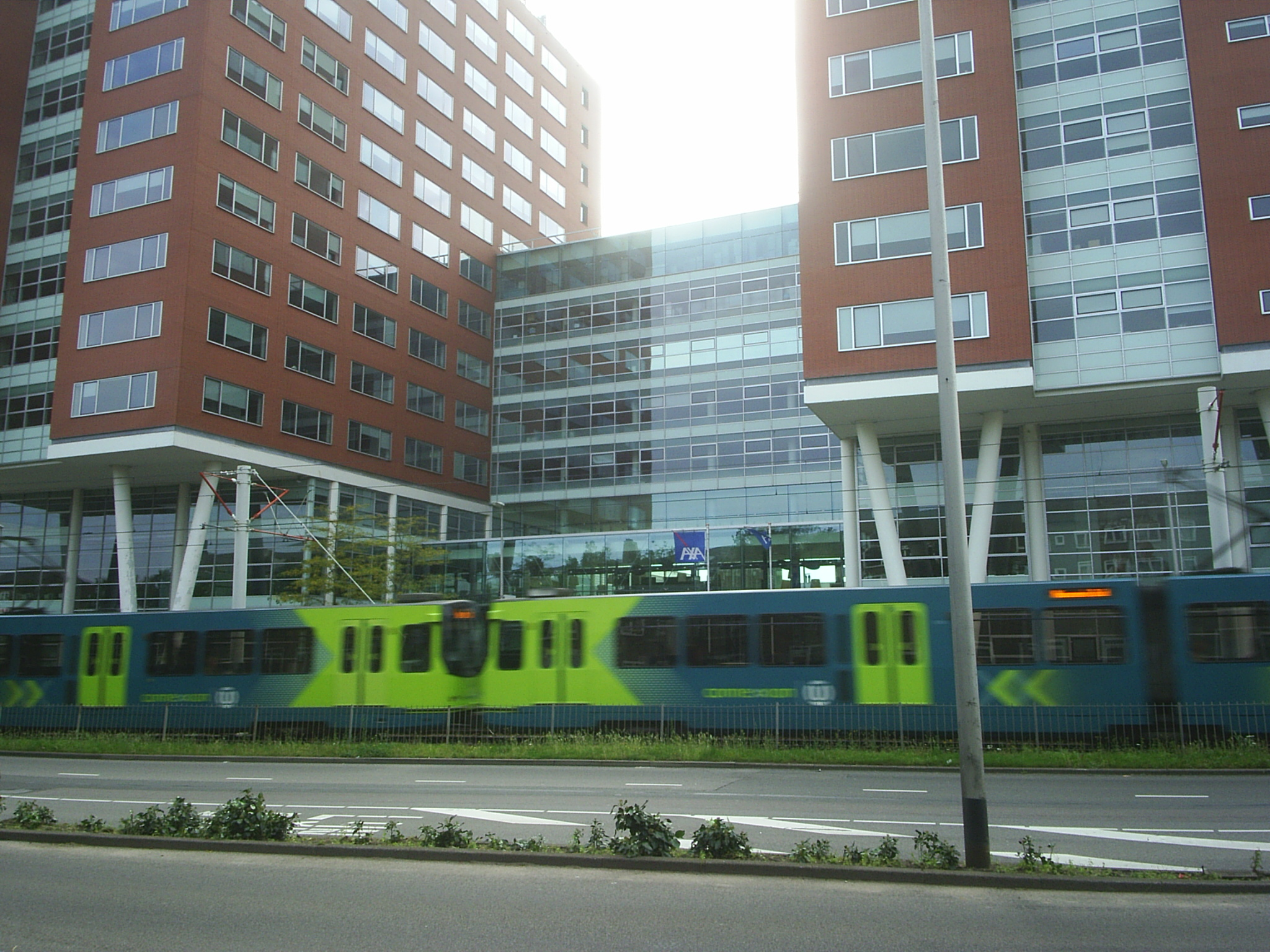
De Utrechtse sneltram, hier bij de Graadt van Roggenweg, stopt bij het Centraal Station. Er bestonden plannen deze door te trekken tot de Uithof.

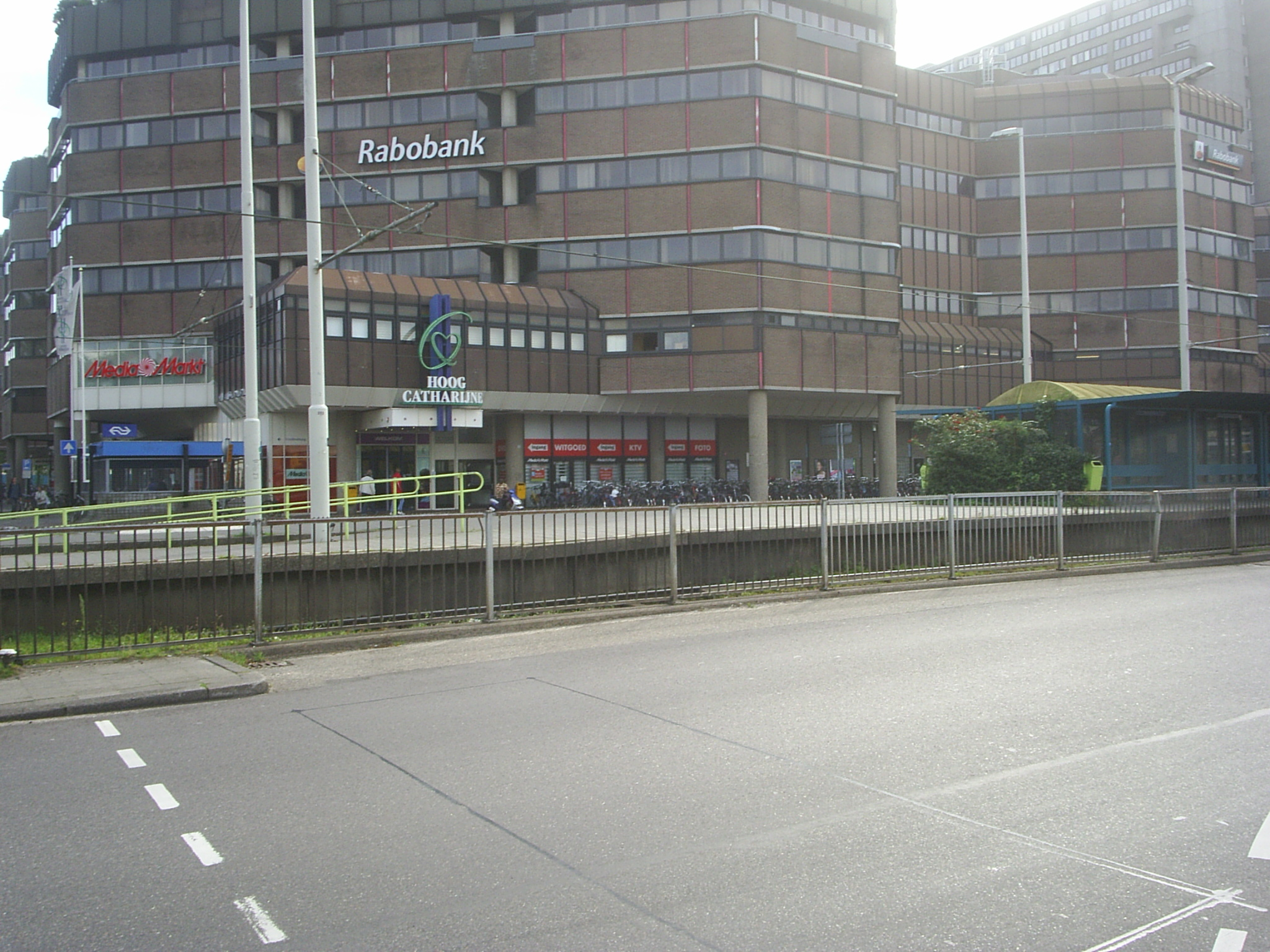
Het Utrechtse Stationsplein wordt nu beschouwd als een onaantrekkelijke en onveilige omgeving

In de nieuwe plannen werd het ouderwetse idee van gebundelde deconcentratie – dat Plan Hoog Catharijne had beheerst – overboord gegooid om plaats te maken voor de compacte stad. In plaats van een uitgebreid winkel- en woonbestel waar voorzieningen altijd binnen handbereik was kozen nationale en lokale overheden voor een aantal aangewezen locaties waar verstedelijking plaatsvond. Deze theorie kreeg een extra steuntje in de rug door de Vierde Nota Ruimtelijke Ordening Extra, beter bekend als Vinex. Deze wees bepaalde groeikernen aan waar kon worden gebouwd, waardoor centrumfuncties van steden konden worden versterkt. De belangrijkste aspecten van het UCP behelsden de bouw van nieuwe kantoorgebouwen, een opknapbeurt van Utrecht Centraal en Hoog Catharijne en de aanleg van nieuwe tram- en buslijnen; Den Haag stelde subsidies beschikbaar voor alle vormen van "Hoogwaardig Openbaar Vervoer", conform de Vierde Nota.

#### Station en omgeving
Uiteindelijk kwam men uit op tien initiatieven voor de City. Aangaande de infrastructuur hielden deze plannen onder meer een HOV-lijn vanaf het station naar De Uithof in, waarbij werd gekeken naar de mogelijkheid om de sneltramlijn vanuit Nieuwegein door te trekken. Daarnaast kwam de ontwikkeling van een nieuwe stationshal ter sprake, evenals verbreding van het spoorwegemplacement om nog meer tegemoet te komen aan het idee van Utrecht als infrastructureel knooppunt op zowel nationaal als internationaal vlak. Tevens zou het Stationsplein grondig vernieuwd en verbeterd worden, door middel van onder meer de bouw van winkels en horeca aan de begane grond, het vergroten van het overzicht door duidelijk aangegeven looproutes en het weren van fietsen door de bouw van fietsenstallingen. Laatstgenoemden bestonden al, maar desondanks werden er nog steeds dagelijks honderden fietsen op het plein geparkeerd. Het achterliggende idee van de vernieuwingen was dat het Stationsplein weer een aangename verblijfsplaats is voor wandelaars en reizigers, en dat men zich er sociaal veilig kan voelen.

#### Water terug in de singels
Een van de opvallendste punten op infrastructureel gebied is het plan om het water weer terug te laten keren in de singels. Daarnaast zouden er aan de wegen die daar langs voeren winkels worden gebouwd en aan het water werven worden aangelegd, hetgeen zou betekenen dat de Catharijnesingel deels de functie van Oudegracht overneemt en daarmee voor een vloeiendere overgang tussen stationsgebied en binnenstad zorgt. Ook bestonden er plannen om de wekelijkse markt op het Vredenburg over te hevelen naar de Catharijnesingel, wat de functie als winkelgebied zou versterken. Een deel van Hoog Catharijne ter hoogte van de Peek & Cloppenburg zou daarnaast worden gesloopt om plaats te maken voor een doorgang tussen Stationsplein, singel en binnenstad. Hiermee zou deels tegemoet worden gekomen aan de veelgehoorde kritiek dat er geen samenwerking, laat staan een connectie bestaat tussen de twee delen van het centrum.

### Specifieke elementen

#### Vredenburg

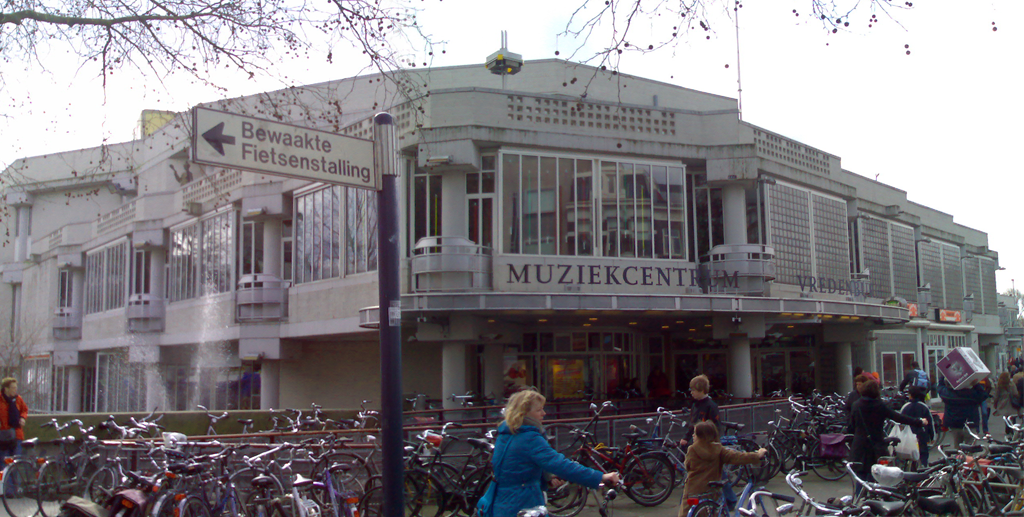
Muziekcentrum Vredenburg, deels gesloopt om plaats te maken voor een winkel- en wooncomplex

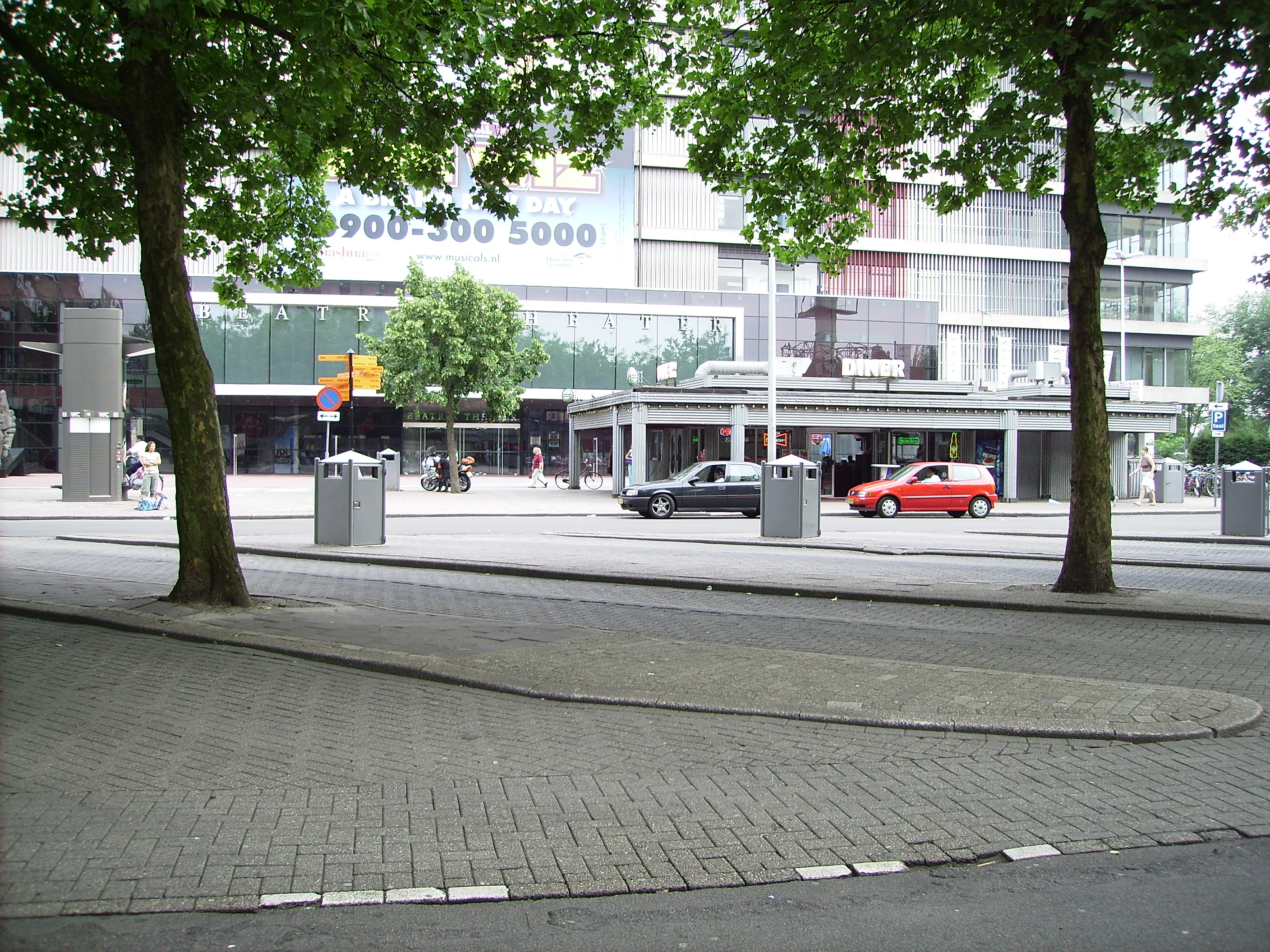
Jaarbeursplein, met op de achtergrond het Beatrixtheater, werd tot 2 maart 2013 gebruikt voor de bussen van Arriva en Veolia Transport en de 'groene' bussen van Connexxion

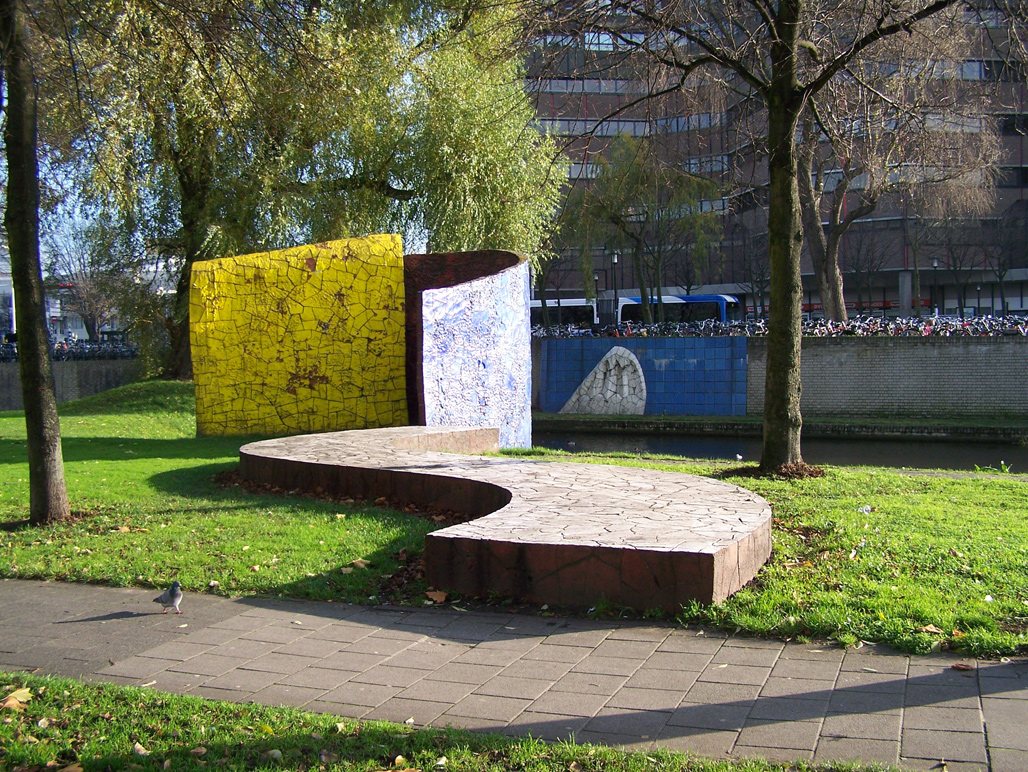
Smakkelaarsveld anno 2006

Door Vredenburg, de Catharijnesingel en het Stationsplein op elkaar aan te sluiten hoopte men een nieuw, levendig stadshart te creëren. Daarnaast zou het Vredenburg een kwartslag worden gekanteld, waardoor het beter aansloot op de oudere winkelstraten. Het muziekcentrum Vredenburg zelf zou een uitbreiding krijgen, en de hoofdingang zou aan het plein komen te liggen in plaats van aan de straatkant, zoals nu het geval is. Hetzelfde geldt voor de winkels van Hoog Catharijne, die nu enkel via de binnenpassages bereikbaar zijn. Tevens zouden er ongeveer 200 woningen boven op het muziekcentrum worden geplaatst, en circa 13.000 m² aan winkels en horeca rondom. Samen met de bouw van een fietsenstalling onder het plein zou dat aan het Vredenburg de allure geven van een echt stadsplein waar het nu nog aan ontbreekt.

#### Jaarbeursplein
Aan de andere zijde van het spoor zou ook het Jaarbeursplein worden aangepakt. De verzamelplaats voor taxi’s en touringcars zou verdwijnen, om plaats te maken voor een volledig nieuw kantoorgebouw met zo’n 100.000 vierkante meter ruimte. Op de eerste drie etages van dit bouwwerk werd plaats ingeruimd voor voorzieningen als een bibliotheek, een bioscoop, winkels en een casino. Doel hiervan was het visueel en sociaal aantrekkelijker maken van de omgeving, die tot op heden als zeer onprettig wordt ervaren.

#### Smakkelaarsveld
Terug naar de oostzijde van het spoor zou ook het Smakkelaarsveld een nieuwe bestemming krijgen. Het plein annex grasveld had op het moment van de ontwikkeling van het UCP geen duidelijke bestemming en was in de beschreven vorm dus een doorn in het oog van veel planologen. Volgens het ontwerp zou de open ruimte plaatsmaken voor een honderdtal woningen en voor tussen de 3000 en 8000 m² aan winkels, waarmee de winkelfunctie van Vredenburg, Lange Viestraat en Oudegracht over de singel heen wordt getild. Deze functie zou worden versterkt door het autoluw maken van de route Leidseweg – Van Sijpesteijnkade – Smakkelaarsveld – Vredenburg – Lange Viestraat, die zodoende enkel voor fietsers en voetgangers toegankelijk is en zich uitstekend leent voor rustig winkelen.

#### Hoog Catharijne
Opvallend is dat winkelcentrum Hoog Catharijne in de oorspronkelijke plannen grotendeels ongemoeid wordt gelaten. Alleen de winkels aan de rand van het complex zullen meer naar buiten gekeerd worden, maar de binnenkant zou ondanks de veelgehoorde klachten over onoverzichtelijkheid en onveiligheid amper veranderen. Geheel onlogisch is dit niet: het winkelcentrum functioneert in zijn huidige vorm over het algemeen goed en is bijzonder rendabel. Daarnaast zou een grondige hernieuwing van een dusdanig groot bouwwerk op verschillende punten problematisch kunnen worden: naast de hoge kosten zorgt een dergelijke verbouwing voor veel overlast in de toch al drukke binnenstad, en protesten van winkeliers uit angst voor klantenverlies zouden ongetwijfeld niet uitblijven. Om deze redenen bleef het ruimteschip, zoals het winkelcentrum vaak gekscherend werd genoemd omdat het niet in de omgeving zou passen, in het oorspronkelijke UCP-masterplan gespaard van de sloop.

## Kritiek
Net zoals het Plan Hoog Catharijne twintig jaar eerder was ook het Utrecht City Projekt het middelpunt van controverses en bezwaar. Vooral de plannen voor de HOV-busbanen en de geplande kantorenbouw in de binnenstad konden op veel kritiek rekenen. Een aantal critici verenigden zich in 1997 in de lokale politieke partij Leefbaar Utrecht. Aan het hoofd van deze partij stonden de ondernemers Broos Schnetz en Henk Westbroek, eigenaren van rockcafé Stairway to Heaven aan de Mariaplaats. Westbroek, ook bekend als zanger van de Utrechtse band Het Goede Doel, was al sinds de jaren zeventig betrokken bij de stadsvernieuwingen; destijds had hij geprotesteerd tegen het verdwijnen van popconcertzaal Tivoli.
De partij, die pleitte voor een toegankelijkere politiek en minder lokale bureaucratie, won bij de gemeenteraadsverkiezingen van 1998 verrassend 9 zetels, en werd twee jaar later de grootste partij van Utrecht. LU was onder meer verantwoordelijk voor de oprichting van wijkraden en de opzet van een aantal referenda, en heeft in hoge mate bijgedragen aan de vormgeving van de huidige plannen voor het stationsgebied.
De ontwerpen voor het stationsgebied die in de 21e eeuw op tafel liggen verschillen in veel aspecten van het oorspronkelijke masterplan van 1993, terwijl het in feite hetzelfde project is. De naam Utrecht City Project is echter al in de jaren negentig van de hand gedaan. Na enkele naamswijzigingen heette de projectgroep Stationsgebied, al dan niet met de term Aanpak ervoor. De constante naamswijzigingen mogen tekenend heten voor de omstandigheid dat het plan een beladen is gebleven. Zo trokken in de loop der tijd een aantal partners zich terug, en konden de ontwerpen voor nieuwe woon- en kantoorgebouwen – zoals eerder aangemerkt – op veel kritiek rekenen. Een voorbeeld hiervan is het ontwerp voor een woontoren van 140 meter hoog nabij Utrecht Centraal, in de volksmond ook wel de Piek van Riek genoemd, naar de verantwoordelijke stedenbouwkundige Riek Bakker (die door het Utrechts Nieuwsblad werd aangeduid als Riek-met-de-bulldozer). Deze toren, die het paradepaardje van het stationsgebied had moeten worden, werd rond de eeuwwisseling onder druk van de Utrechtse bevolking uit de plannen geschrapt omdat hij te dicht bij de Domtoren stond.

## Vervolg
Het project in zijn oorspronkelijke vorm is ter ziele gegaan, maar veel elementen zijn in de vorm van de Aanpak Stationsgebied voortgezet. Dit ontwerp is door de gemeente en de Utrechtse bevolking goedgekeurd. De bouw of herstructurering van een aantal onderdelen ervan is in 2007 begonnen. De verwachtingen zijn dat het totale project in 2020 voltooid is.